# Albert z Cuyck
Albert z Cuyck, także Albrecht z Rethel (zm. 2 lutego 1200) – biskup Liège od 1194.
Wspierany przez Baldwina V z Hainaut wystąpił przeciwko wybranemu na biskupa Liège Szymonowi z Limburga, co doprowadziło do wojny między jego patronem a wspierającym Szymona Henrykiem III limburskim. Papież zatwierdził ostatecznie na tym stanowisku Alberta. 
Jest wiązany z licznymi przywilejami miasta Liège. W okresie jego rządów w księstwie biskupim rozwinęło się wydobycie węgla.